# Белка
Белката (Martes foina) е дребен хищник от семейството Порови, диалектно наричана и кокарджа, йоркипе, конада или самсар.

## Описание
По външен вид прилича на златката, но е по-тежка от нея, главата ѝ е по-закръглена, ходилата ѝ не са окосмени и има по-груба козина с по-редки косми със сивкав оттенък. Петното на шията ѝ е бяло, отзад се разклонява встрани до предните крайници. Носът ѝ е слабо червеникав. Краката и опашката на белката са тъмнокафяви. На дължина мъжките достигат от 40 до 70 cm, опашката им е до 30 cm и тежат от 1,7 до 2,4 kg. Тялото на женските е с дължина 30 – 50 cm, опашка до 25 cm и тегло от 1,1 до 1,5 kg. 

## Разпространение и начин на живот
Среща се на много места из българските планини и равнини. Катери се добре по дърветата, но ловува по земята. Прави леговищата си в скалните пукнатини и в хралупи на пънове. Храни се предимно с мишевидни гризачи, отчасти с птици, гущери, земноводни, насекоми и плодове. Бременността ѝ е 8 – 9 месеца, ражда от 2 до 7 малки, които на около 36 – 38 дни проглеждат. Достига полова зрялост на 2 години. Живее от 8 до 11 години. Разпространена е в много европейски и азиатски страни. Избиването ѝ е забранено. Преследва се главно заради ценната ѝ кожа, която е известна под търговското наименование „самсар". Понякога се случва да краде кокошки, зайци и други дребни домашни животни, заради което е преследвана и убивана.